# Harry Gregg
Henry "Harry" Gregg (27. října 1932, Magherafelt – 16. února 2020) byl severoirský fotbalista. Hrával na pozici brankáře.
Za severoirskou fotbalovou reprezentaci odchytal 25 utkání. Hrál v jejím dresu na mistrovství světa roku 1958. Díky svým výkonům na tomto šampionátu byl federací FIFA zpětně zařazen do all-stars týmu turnaje.
V anketě Zlatý míč, která hledala nejlepšího fotbalistu Evropy, se roku 1958 umístil na osmém místě.
Jeho kariéru provázela četná zranění, která mu zabránila připsat si významnou trofej, přestože Manchester United, v němž v letech 1957–1966 působil, prožíval úspěšnou éru. Lze mu připsat podíl na dvou FA Cupech (1957/58, 1962/63) a na mistrovském titulu v sezóně 1964/65 (tehdy ovšem neodchytal jediný zápas v celém ročníku).
Byl jedním z hráčů Manchesteru United, kteří v únoru 1958 přežili mnichovské letecké neštěstí. Při havárii navíc prokázal mimořádnou osobní statečnost, když z trosek vyprostil těhotnou manželku jugoslávského diplomata Veru Lukićovou a její dceru Vesnu, podobně patrně zachránil život trenéru Mattu Busbymu. Vysloužil si proto přezdívku The Hero of Munich (Hrdina z Mnichova).